# Megachile hypoleuca
Megachile hypoleuca är en biart som beskrevs av Cockerell 1927. Megachile hypoleuca ingår i släktet tapetserarbin, och familjen buksamlarbin. Inga underarter finns listade i Catalogue of Life.